# Colosimi
Colosimi (Culuasìmi en calabrès) és un municipi italià, dins de la província de Cosenza, que limita amb els municipis de Bianchi, Carpanzano, Marzi, Parenti, Pedivigliano i Scigliano a la mateixa província, i Sorbo San Basile, Soveria Mannelli i Taverna a la de Catanzaro.

## Evolució demogràfica
| Població censada al municipi de Colosimi | Població censada al municipi de Colosimi      | Població censada al municipi de Colosimi |
| ---------------------------------------- | --------------------------------------------- | ---------------------------------------- |
|                                          |                                               |                                          |
| Notes:                                   | Elaboració gràfica per part de la Viquipèdia  |                                          |
|                                          | Font: ISTAT (Institut Nacional d'Estadística) |                                          |